# アクセッション番号
アクセッション番号（accession number）とは、バイオインフォマティクスで使用される、個別のDNA配列又はタンパク質配列のデータに割り振られる識別番号である。割り振り先の配列情報を参照するだけでなく、その配列の別のバージョンや関連する他の配列を追跡することを可能とする。アクセッション番号は比較的安定しているため、配列を参照するための外部キーとして利用できる。ただし、全ての番号が一意の配列にのみ対応しているとは限らない。全ての配列情報リポジトリは、微妙な差異こそあれアクセッション番号の概念を導入している。

## LRG
Locus Reference Genomic（LRG）レコードは先頭の"LRG_"とその後に続く、各配列情報に一意に割り振られた番号で構成されている。LRGレコードはLSDB（locus specific database）や文献で配列のバリアントを報告する際に安定したレファランスとしてHGVS表記法のガイドライン（Human Genome Variation Society Nomenclature guidelines）で推奨されている。